# Опорная гиперплоскость

Пара опорных прямых в одной точке.

Опорная гиперплоскость множества {\displaystyle M} в {\displaystyle n}-мерном векторном пространстве ― {\displaystyle (n-1)}-мерное аффинное подпространство, которое содержит точки замыкания {\displaystyle M} и оставляет {\displaystyle M} в одном замкнутом полупространстве.
При {\displaystyle n=3} опорная гиперплоскость называется опорной плоскостью, а при {\displaystyle n=2} ― опорной прямой.

## Связанные определения
- Граничную точку множества {\displaystyle M}, через которую проходит хотя бы одна опорная гиперплоскость, называют опорной точкой {\displaystyle M}. У выпуклого множества {\displaystyle M} все его граничные точки ― опорные. Последнее свойство Архимед использовал как определение выпуклости {\displaystyle M}.
- Граничные точки выпуклого множества {\displaystyle M}, через которые проходит единственная опорная гиперплоскость, называются гладкими.